# После тебя
«По́сле тебя́» — российский  драматический художественный фильм 2016 года автора сценария и режиссёра Анны Матисон.
Вышел в широкий прокат в России 16 марта 2017 года.
Премьерный телевизионный показ драмы состоялся 12 июля 2018 года на «Первом канале».

## Сюжет
2016 год. Известный в 1990-е годы артист балета, бывший солист Большого театра и гениальный последователь самого́ Михаила Барышникова, 40-летний Алексей Темников (Сергей Безруков) живёт в провинциальном подмосковном городе Клину. 20 лет назад Алексей получил на сцене серьёзную травму позвоночника и, пройдя длительное лечение, был вынужден прервать успешную карьеру танцовщика и покинуть Москву.
В Клину Темников возглавляет собственную балетную школу-студию, где с презрением наблюдает за работой своих подчинённых, унижает преподавателей, насмехается над жалкими потугами учеников. Ещё одним последствием тяжёлого потрясения 20-летней давности стало заикание.
Нереализованная гениальность и скверный характер превратили Алексея в абсолютно одинокого и глубоко несчастного человека. Его показное высокомерие, неуважение к окружающим и хамство переходит все границы. Он не женат. Свою спутницу, Марину Кузнецову, ждущую от него ребёнка, он тоже ни во что не ставит, называя её Выхухолью.
Неожиданно от своей бывшей подруги он узнаёт о том, что 12 лет назад она родила ему дочь с необычным именем Кьяра, которая тоже мечтает стать танцовщицей. Знакомство с дочерью его особо не впечатляет, имя её ему категорически не нравится, поэтому он предпочитает называть её Клэр.
Алексей проходит очередное медицинское обследование, результаты которого круто меняют его жизнь. Диагноз врачей неоспорим. Застарелая травма спины прогрессирует, и в ближайшие месяцы ему скорее всего грозит паралич.
Перспектива стать инвалидом кажется Темникову равносильной смерти, и он решает воплотить в жизнь свою давнюю мечту — поставить грандиозный балет. Судьба предоставляет ему такой шанс, и он бросает на это все свои оставшиеся силы.

## В ролях
- Сергей Безруков — Алексей Германович Темников, бывший знаменитый артист балета Большого театра, хореограф, владелец балетной «Школы-студии А. Темникова» в Клину
- Анастасия Безрукова — Кьяра (Клэр) Алексеевна Артемьева, двенадцатилетняя внебрачная дочь Алексея Темникова
- Алёна Бабенко — Артемьева, мать Кьяры
- Карина Андоленко — Марина Кузнецова («Выхухоль»), спутница Алексея Темникова, ждущая от него ребёнка
- Владимир Меньшов — Герман Темников, офицер, отец Алексея
- Тамара Акулова — Любовь Темникова, бывшая балерина, мать Алексея
- Степан Куликов — Степан, директор балетной «Школы-студии А. Темникова»
- Мария Смольникова — Алиса, преподаватель в балетной «Школе-студии А. Темникова», любовница Степана
- Галина Бокашевская — «заслуженный» преподаватель в балетной «Школе-студии А. Темникова»
- Мария Звонарёва — мать начинающего танцовщика Романа, супруга главы администрации Клина
- Виталий Довгалюк — Роман, начинающий танцовщик
- Сергей Вершинин — Владислав
- Валерий Гергиев — камео (художественный руководитель и генеральный директор Мариинского театра)
- Раду Поклитару — камео (член жюри на танцевальном телешоу)
- Алла Духова — камео (член жюри на танцевальном телешоу)
- Дмитрий Хрусталёв — камео (член жюри на танцевальном телешоу)
- Вячеслав Кулаев — камео (член жюри на танцевальном телешоу)
- Сергей Газаров — Сергей, врач-нейрохирург из Москвы
- Виталий Егоров — Николай Мартынов, постановщик Большого театра, руководитель балетной группы
- Александр Сиваев — камео (художник по свету)
- Михаил Горский — сосед Алексея Темникова
- Кирилл Крошман-Климов — прораб